# Stagmomantis amazonica
Stagmomantis amazonica är en bönsyrseart som beskrevs av Jantsch 1985. Stagmomantis amazonica ingår i släktet Stagmomantis och familjen Mantidae. Inga underarter finns listade i Catalogue of Life.